# 日本自治体労働組合総連合
日本自治体労働組合総連合（にほんじちたいろうどうくみあいそうれんごう）は、日本の地方公共団体の職員で構成する労働組合の連合体である。略称は、自治労連（じちろうれん）、または旧同盟・現在連合加盟組織である全国自治団体労働組合連合（自治労連）と区別するために全労連・自治労連という表現もされるが、一般的には自治労連というと、全労連加盟のこの組合を指すことが多い。全国労働組合総連合（全労連）に加盟している。29地本・公称の組織人員は約25万人、2016年12月厚生労働省発表の「労働組合基礎調査」によれば、同年6月30日現在の組織人員は約14万9千人（前年比4千人減）で、全労連の中では最大の単産である。

## 概要
- 組合員の業種は地方公共団体や公営企業、公共サービス関連などである。基本的には単組が県本部や地方ブロック協議会下の県事務所に加盟するのだが、公務・公共の合同労働組合も全国各地に組織している。
- 「政党支持の自由」を謳っており、要求実現のため、すべての議員・政党に要請行動をおこなっている。
- 機関紙は、「自治体の仲間」。定期刊行物は、「月刊自治労連デジタル」・「季刊・自治と分権」。
- シンクタンクは地方自治問題研究機構（1999年8月7日結成）。

### 歴史
戦後、日本の自治体労組は1947年結成の日本自治団体労働組合総連合会（旧・自治労連）の下に統一され、全日本産業別労働組合会議（産別会議）に加盟していた。だが、組織での日本共産党の勢力を排除したい産別民主化同盟（民同）系が自治労連を離脱、1949年11月28日に全日本自治団体労働組合協議会（自治労協）を組織する。1954年1月29日、この二組織は自治水協などと再統合、全日本自治団体労働組合（自治労）を結成する。この結果として、旧・自治労連系の組合の多くは、自治労の中の左派、反主流派としての道を歩むこととなった。これらは自治労の組織拡大と共に、勢力を相対的に低下させていった。
1970年代終盤頃より、労働四団体（総評、同盟、中立労連、新産別。自治労は総評に加盟）の統一の動きがあり、日本労働組合総連合会（連合）の結成に至った。
「労働戦線統一推進会」による「民間先行による労働戦線統一の基本構想（のちの連合の綱領路線）」（1981年）は、「自由にして民主的な労働組合」の路線と「西側の一員」論の立場に立ち、国際自由労連（ICFTU）加盟、批判勢力の排除を求めた。総評は、従来方針を変えこれを容認し、合流・解散を決めた。こうした動きを統一戦線促進労働組合懇談会（統一労組懇）は、特定政党排除の「革新分断」、賃上げ自粛や人減らし「合理化」容認の「労使協調」路線など特定の運動路線を踏み絵に、これを容認する組合だけを結集する「労働戦線の右翼的再編」と批判した。また、統一労組懇は、これらは反共主義による労働戦線の分断で、たたかう勢力の排除を指向している、産業報国会の再生だとし、自治労反主流派は、政府・財界主導による国民・労働者犠牲の臨調・行革攻撃を支持し推進する｢反共・労使一体、体制擁護」の路線に屈服する「労働運動の右傾化」だと批判していた。当時の自治労執行部は「血を流してでも共産党と対決して連合に参加し、その主導権をとる」との姿勢で連合参加を決め、同盟主導の民間先行による統一の枠組みで1989年11月21日に連合に合流した。
これに対抗するために左派勢力の動きも活発だったが、紆余曲折の末、統一労組懇に加盟していた組織を中心に、同日に独自のナショナルセンターである全国労働組合総連合（全労連）に合流した（1989年11月21日）。自治労の全国大会レベルで約5分の1程度の勢力を持っていた反主流派は、｢労働者・国民の利益を守る、まともな労働組合運動を」とのスローガンを掲げ、各単組には｢労働組合選択の自由」の権利があると標榜して、加盟組合ごとに自治労傘下から離脱する動きを強め事実上の分裂。連合結成に先駆け、同年3月17日に統一労組懇の自治体部会を中心として自治体労働組合全国連絡協議会（自治体全国連絡協）を組織し、11月21日に結成された全労連に加盟した。当時の勢力は公称で30万人と発表していたが実際には約20万人弱だったと見られる。これにより、自治労では反主流派が主導権を持っていた7府県の本部（愛媛県など）で一時、本部による直接の代理執行が行われるなど、機能に支障をきたした。自治労本部は、連絡協への対抗措置として、脱退を機関決定し自治労執行部に通告してきた単組の脱退を承認し、自治労の指導に従わず連絡協に参加した単組を「脱退と判断する単組」として自治労から除外する一方、自治労派と勢力が拮抗して産別帰属が明確でない加盟単組を「特別組織対策単組」に指定し、権利・義務関係を凍結、期限までに明確な態度を示さない単組は自治労から脱退したと見なす（事実上の除名処分）と通告して自治労結集を迫るなど正面からの対決を選んだ。そのため、自治労支持派と自治労連支持派が拮抗している単組では、産別帰属をめぐって、両派の攻防が繰り広げられた。また、大都市部を中心に、単組が、自治労派と自治労連派に分裂した。
1990年8月25日、自治体全国連絡協は日本自治体労働組合連合と名称変更をし、単産体制となった。さらに、共産党系が主導権を握っていた横浜市従、東京都職労の一部組織の加盟申請を享け、1991年2月28日の第4回臨時大会で、日本自治体労働組合総連合と改称した。このときも、組織人員を30万人と主張していた。
一方で、公務系の合同労組である公務公共一般労組を各県に設置、非正規労働者や自治体の委託先企業の職場の組織化にも積極的に乗り出している。さらには東京公務公共一般労組の一分会である首都圏青年ユニオンのように、共産党系の枠を超え、業種、雇われ方を問わない運動も支援している。

## 地方組織・県事務所
以下に県本部がなくとも、ブロック協議会下の県事務所に加盟する単組もある。
正式名称は、○○自治体労働組合総連合（○○自治労連）、日本自治体労働組合総連合○○県本部（自治労連○○県本部）である。
- 北海道・東北地方ブロック協議会（岩手自治労連内）
  - 岩手自治労連（岩手県盛岡市）
  - 北海道自治労連（北海道札幌市豊平区）
  - 自治労連青森県本部（青森県青森市）
  - 自治労連福島県本部（福島県郡山市）
  - 自治労連秋田県本部（秋田県横手市）
  - ブロック県事務所
    - 宮城県事務所（宮城県仙台市若林区）
    - 山形県事務所（山形県山形市）
- 関東甲越地方ブロック協議会（自治労連埼玉県本部内）
  - 自治労連埼玉県本部（埼玉県さいたま市浦和区岸町）
  - 自治労連千葉県本部（千葉県千葉市中央区）
  - 東京自治労連（東京都豊島区南大塚）
  - 神奈川自治労連（神奈川県横浜市西区）
  - 茨城自治労連（茨城県つくば市）
  - ブロック県事務所
    - 山梨県事務所（山梨県甲府市）
    - 新潟県事務所（新潟県新潟市中央区西堀通）
    - 栃木県事務所（栃木県下都賀郡壬生町）
    - 群馬県事務所（群馬県前橋市）
- 東海・北信地方ブロック協議会（自治労連愛知県本部内）
  - 自治労連愛知県本部（愛知県名古屋市北区柳原）
  - 長野県自治労連（長野県長野市）
  - 静岡自治労連（静岡県静岡市駿河区）
  - みえ自治労連（三重県津市）
  - ブロック県事務所
    - 岐阜県事務所（岐阜県岐阜市）
    - 富山県事務所（富山県富山市）
    - 福井県事務所（福井県福井市）
    - 石川県事務所（石川県金沢市）
- 近畿地方ブロック協議会（大阪自治労連）
  - 大阪自治労連（大阪府大阪市北区天神橋）
  - 京都自治労連（京都府京都市中京区）
  - 兵庫自治労連（兵庫県西宮市）
  - 奈良自治労連（奈良県大和郡山市）
  - 滋賀自治労連（滋賀県大津市）
  - 和歌山自治労連（和歌山県和歌山市）
- 中国地方ブロック協議会（自治労連広島県本部内）
  - 自治労連広島県本部（広島県広島市中区大手町）
  - 自治労連岡山県本部（岡山県岡山市北区）
  - 自治労連鳥取県本部（鳥取県鳥取市）
  - 山口自治労連（山口県山口市）
  - しまね自治労連（島根県松江市）
- 四国地方ブロック協議会（自治労連愛媛県本部内）
  - 自治労連愛媛県本部（愛媛県松山市）
  - 徳島自治労連（徳島県徳島市）
  - 高知自治労連（高知県高知市）
  - ブロック県事務所
    - 香川県事務所（香川県高松市）
- 九州地方ブロック協議会（長崎自治労連内）
  - 長崎自治労連（長崎県長崎市）
  - 福岡自治労連（福岡県福岡市博多区）
  - 佐賀自治労連（佐賀県唐津市）
  - 鹿児島県自治体関連労働組合総連合（かごしま自治労連・鹿児島県鹿児島市）
  - 大分自治労連（大分県大分市）
  - ブロック県事務所
    - 熊本県事務所（熊本県熊本市中央区）
    - 宮崎県事務所（宮崎県宮崎市）
    - 沖縄県事務所（沖縄県那覇市）

## その他
- 2005年に起こった大阪市の不祥事が話題となる中、自治労連が6月19日に朝日新聞、読売新聞に掲載した意見広告が、朝日放送の番組、ムーブ!のコーナーの「公開!福岡ゼミ」（6月21日放送分）で、大阪市の不祥事の矢面に立たされていた大阪市労連（大阪市労働組合連合会）の上部組織のものだと誤解され、「大阪市労連の上部組織である自治労連に自浄作用はあるのか」と批判をされた。だが、大阪市労連の加盟組織である大阪市職・大阪市従の上部組織は自治労（全日本自治団体労働組合）で自治労連とは別組織であり、また自治労連には大阪市労組（大阪市役所労働組合）も存在している。自治労連は6月28日に朝日放送に訂正と謝罪を求め、同日に放送された同コーナーで訂正と謝罪を行った。